# Myrmekioderma dendyi
Myrmekioderma dendyi är en svampdjursart som först beskrevs av Burton 1959.  Myrmekioderma dendyi ingår i släktet Myrmekioderma och familjen Heteroxyidae.
Artens utbredningsområde är Oman. Inga underarter finns listade i Catalogue of Life.